# كلام الناس (مسلسل)
كلام الناس هو مسلسل درامي كوميدي من تأليف علاء الدين حمزه وإخراج عمر الديني وعرض على التلفزيون السعودي والعرض الأول (1 رمضان 1433 هـ - 20 يوليو 2012).

## قصة المسلسل
مسلسل كلام الناس يحمل خطوطاً واضحة لهموم الناس ببساطة الكوميديا وبتنوع هذا المواطن الذي يعكس جميع مناطقنا السعودية، وأضاف "نحن في "كلام الناس" نريد أن ننقل نبضاً في داخل الناس لنكون أكثر قرباً لهم وهذا من خلال ثلاثين منفصلة الحلقات يطرح فيها القضايا المهمة في حياة الناس، في قالب كوميدي جتماعي، مع التركيز على القضايا ذات الشعبية العالية في المجتمع والاحداث التي لفتت انتباه افراد المجتمع خلال الفترة الماضية، يتميز مسلسل كلام الناس بالجرأة في الطرح، اسلوب السخرية  ذات الروح الكوميدية العالية .

## فريق الممثلين
- حسن عسيري
- رياض الصالحاني
- عماد اليوسف
- محمد الحجي
- عبد العزيز السكيرين
- أيمن المديفر
- مرزوق الغامدي
- خالد سامي
- يوسف الجراح
- بشير الغنيم
- سناء يونس
- بدرية أحمد
- مريم الغامدي
- محمد المفرح
- عمر الديني
- محمد المنصور
- عبد العزيز المبدل
- حمد المزيني
- جميل العلي
- ريماس منصور
- خالد منقاح
- عبد العزيز المطرودي
- سامي حازم
- غزلان ناصر
- سارة الجابر
- لمار
- أيمن بركات
- نور حسين
- بدر المطرفي
- أفنان فؤاد
- محمد الشوقبي
- يحيى الغماري